# Flugunfall bei Gəncə
Am 15. Mai 1997 verunglückte eine Jakowlew Jak-40 auf einem von Azerbaijan Airlines durchgeführten Trainingsflug, wobei alle sechs Insassen starben.

## Flugzeug und Besatzung
Das Flugzeug war eine 22 Jahre alte Jakowlew Jak-40 mit dem Luftfahrzeugkennzeichen 4K-87504, die mit drei Mantelstromtriebwerken des Typs Iwtschenko AI-25 ausgestattet war.
Die Besatzung bestand aus einem Flugkapitän, drei Ersten Offizieren, einem Flugingenieur und einem Checkkapitän.

## Verlauf
Die Piloten absolvierten an diesem Tag insgesamt vier Flüge zur Leistungsüberprüfung; drei davon wurden abgeschlossen, und einer beinhaltete ein Durchstartmanöver. Beim Anflug überflog die Jak-40 ein Gebiet, in dem aserbaidschanische Soldaten, welche nach einer Schießübung auf dem Rückweg zu ihrem Camp waren, zur Unterhaltung mit ihren Maschinenpistolen auf Straßenschilder schossen. Als die Jak-40 eine Rechtskurve flog, schoss ein Soldat auf ein in Richtung des vorbeifliegenden Flugzeugs stehendes Schild. Dabei schlugen Fehlschüsse auf der linken Seite ein und beschädigten einen unter Druck stehenden Sauerstoffbehälter (es wurden im dortigen Bereich zwei Einschusslöcher gefunden). Dadurch brach ein Feuer aus, das schnell auf die Passagierkabine und das Leitwerk übergriff. Beim Versuch einer Notlandung ging die Jak-40 in einen Sturzflug über, nachdem die Längskontrolle zerstört worden war oder die Piloten durch die Hitze und die eingeatmeten Verbrennungsprodukte handlungsunfähig geworden waren. Das Flugzeug schlug in Landekonfiguration schließlich um 13:05 Uhr mit einer Querneigung von 70° auf einer unbebauten Fläche an der Grenze der Rayons Şəmkir und Göygöl, 5.160 m von der Landebahnschwelle (und damit auch 5 km von der Stadtgrenze) entfernt auf und brannte aus.

## Ähnliche Fälle
- Sibir-Flug 1812